# A Way Away
A Way Away è il quinto album di inediti del gruppo finlandese Indica.
È il primo album in lingua inglese della band e contiene le versioni in inglese delle canzoni del precedente album Valoissa.
L'album è stato pubblicato in diverse versioni quali CD, CD + DVD, Deluxe Edition, Diary Edition  e Suitecase Edition ed è stato prodotto da Tuomas Holopainen  dei Nightwish.

## Tracce
1. Islands of Light
2. Precious Dark
3. Children of Frost
4. Lilja's Lament
5. In Passing
6. Scissor Paper Rock
7. A Way Away
8. As If
9. Straight and Arrow
10. Eerie Eden